# Eva Pástorová
Eva Pástorová (* 19. dubna 1937) byla slovenská a československá politička a bezpartijní poslankyně Sněmovny lidu Federálního shromáždění za normalizace.

## Biografie
K roku 1981 se profesně uvádí jako dělnice. Ve volbách roku 1981 zasedla do Sněmovny lidu (volební obvod č. 185 - Košice IV, Východoslovenský kraj). Ve Federálním shromáždění setrvala do konce funkčního období, tedy do voleb roku 1986.